# Jan van Beers
Pour les articles homonymes, voir Jan Van Beers.
Jan van Beers dit « l'aîné », né le 22 février 1821 et mort le 14 novembre 1888, est un poète romantique flamand.

## Biographie
Jan van Beers a été influencé par Guido Gezelle. 
Il est le père du peintre Jan Van Beers et le grand-père du futur dirigeant socialiste Henri De Man.

## Œuvres connues
- Images de la vie, 1858
- Sentiment et Vie, 1869

- Son célèbre discours : Het Vlaamsch in het Onderwijs (1876) et
- sa plaidoirie : Het Hoofdgebrek van ons Middelbaar Onderwijs (1879)  contribuèrent puissamment au vote de la loi de 1883 sur l'emploi des langues.

## Œuvre littéraire
- 1846 : Graef Jan van Chimay, eene geschiedenis uit de XVe eeuw
- 1849 : Frans de Hakkelaar
- 1851 : Bij den dood van Hare Majesteit de Koningin
- 1853 : Jongelingsdroomen
- 1854 : De Blinde
- 1855 : Blik door een Venster
- 1855 : Zijn Zwanenzang
- 1856 : Lijkkrans voor Tollens
- 1857 : Bij de 25e verjaring van 's Konings inhuldiging
- 1858 : Levensbeelden
- 1859 : De Stoomwagen
- 1859 : Martha de Zinnelooze
- 1860 : Jacob van Maerlant
- 1869 : Gevoel en leven
- 1879 : Jan van Beers' gedichten, volksuitgave
- 1883 : Een Droom van 't Paradijs
- 1884 : Rijzende blaren, Poëzie, met penteekeningen van Jan van Beers zoon,
- 1884 : Jan van Beers' gedichten, volksuitgave
- 1885 : De oorlog, in de orkestpartituur van Peter Benoit
- 1885 : Feestzang bij het openen der Wereld-tentoonstelling.

## Récompenses et distinctions
- 1885 : Staatsprijs voor Letterkunde pour Rijzende Blaren